# جادوی طبیعی
جادوی طبیعی مفهومی در زمینهٔ جادوی رنسانس و بخشی از علوم خفیه است که مستقیماً با نیروهای طبیعی سروکار دارد. بر خلاف جادوی طبیعی، جادوی مراسمی با احضار ارواح سروکار دارد. جادوی طبیعی گاهی از مواد فیزیکی موجود در دنیای طبیعی مانند سنگ‌ها یا گیاهان استفاده می‌کند.
جادوی طبیعی طبق تعریف، شامل طالع‌بینی، کیمیاگری، و رشته‌هایی است که امروزه رشته‌های علوم طبیعی مانند اخترشناسی و شیمی یا گیاه‌شناسی (از علوم طبیعی) در نظر گرفته می‌شوند. محقق یسوعی، آتاناسیوس کیرشه، نوشت که «به تعداد موضوعات علوم کاربردی، انواع جادوی طبیعی وجود دارد».
هاینریش کورنلیوس آگریپا در سه کتاب فلسفهٔ غیبی خود (۱۵۳۳)، جادوی طبیعی را مورد بحث قرار می‌دهد. او آن را با عبارت «هیچ چیز دیگری جز بالاترین قدرت علوم طبیعی» توصیف کرده‌است. فیلسوف ایتالیایی دورهٔ رنسانس، جیووانی پیکو دلا میراندولا، که آیین کابالای مسیحی را پایه‌گذاری کرد، استدلال کرد که جادوی طبیعی، «بخش عملی علوم طبیعی» است و به‌جای بدعت، قانونی است.

## مطالعهٔ بیشتر
- چارلز جی. ناوئرت، جادو و شک و تردید در اندیشهٔ آگریپا، مجلهٔ تاریخ ایده‌ها (۱۹۵۷)، صفحهٔ ۱۷۶.
- رایان جی. استارک، بلاغت، علم و جادو در انگلستان قرن هفدهم (واشینگتن دی.سی. انتشارات دانشگاه کاتولیک آمریکا، ۲۰۰۹)، ۸۸–۱۱۴.